# Relations entre l'Arménie et la France

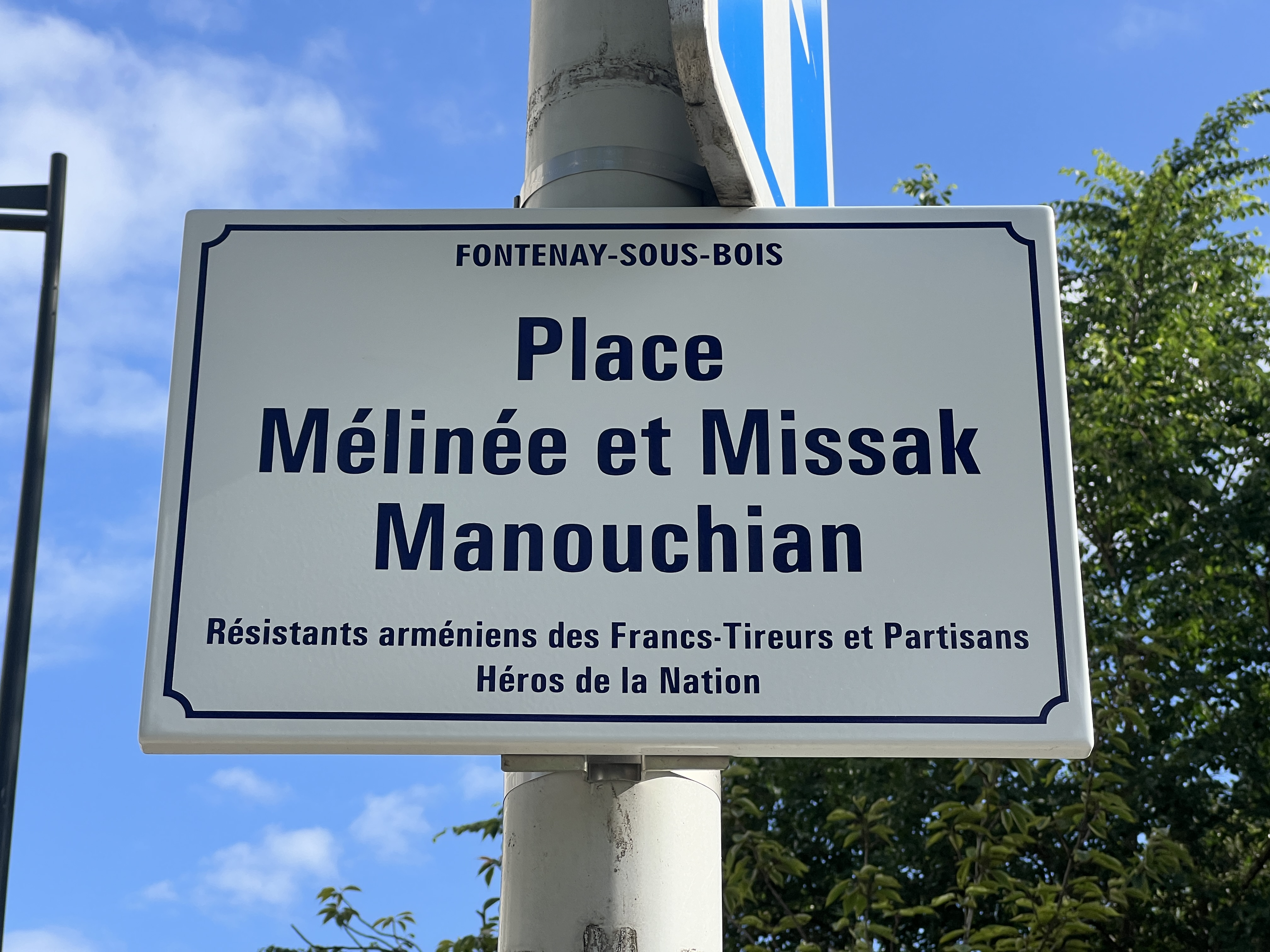
Mélinée et Missak Manouchian, réfugiés arméniens en France résistèrent contre le nazisme ; tous deux reposent au Panthéon depuis le 21 février 2024.

Les relations entre l'Arménie et la France existent depuis que les deux pays ont établi des contacts au temps du royaume arménien de Cilicie. Les relations diplomatiques officielles ont été établies le 24 février 1992 et sont considérées comme excellentes, ces deux pays coopérant sur des aspects diplomatiques, culturels et militaires. En effet, en France, 2006 a été proclamée l'Année de l'Arménie.

## Génocide arménien
L'accord franco-arménien du 27 octobre 1916 est une entente politique et militaire visant à soutenir les nationalistes arméniens, du côté des alliés pendant la Première Guerre mondiale. L'accord était connu de Talaat Pacha, membre du gouvernement ottoman, une copie de ces informations ayant été retrouvée dans les archives ottomanes.
Les parties s’accordèrent sur différents points :
- la création de la Légion avait pour but d’autoriser la contribution arménienne à la libération de la Cilicie de l’Empire ottoman et d'aider les Arméniens à réaliser leur aspirations nationales en créant un État dans la région ;
- la Légion devait combattre uniquement l’Empire ottoman, et seulement en Cilicie ;
- la Légion devait devenir le noyau de la future armée arménienne.

La France a été le premier pays européen à reconnaître le génocide arménien en 2001 sous la présidence de Jacques Chirac, ce qui a tendu les relations franco-turques.
En février 2019, le président français Emmanuel Macron fait du 24 avril la journée nationale de commémoration du génocide arménien.

## Arméniens de France
Environ 600 000 citoyens d'origine arménienne vivent en France en 2013.

## Relations économiques
En 2007, le montant des échanges commerciaux bilatéraux s'élevait à 59,2 millions d'euros (dont 56,5 millions d'euros d'exportations françaises vers l'Arménie et 2,7 millions d'euros d'exportations arméniennes vers la France).

## Organisation internationale de la Francophonie
En 2012, l'Arménie intègre l'Organisation internationale de la Francophonie, bien que n'étant à la base pas un état francophone, et organise le 17e sommet de cette organisation internationale en octobre 2018. 
A l'occasion de ce sommet, le ministre arménien des Affaires étrangères Zohrab Mnatsakanyan déclare que : 

« La diversité linguistique est extrêmement importante pour un petit État comme le nôtre. C’est primordial du point de vue du développement, des échanges avec nos nombreux partenaires. La Francophonie, ça n’est pas seulement le français, c’est aussi une plateforme pour la promotion et le développement de valeurs telles que la démocratie, les droits de l’homme, la diversité et la solidarité, qui sont au fondement de cette organisation. »